# Marc Spanier
Marc Spanier (* 15. Juni 1973 in Bergisch Gladbach) ist ein ehemaliger deutscher Fußballspieler.

## Karriere
Nachdem er bei der TuS Marialinden, dem SSV Overath und der SSG 09 Bergisch Gladbach spielte, wechselte Marc Spanier zu Bayer 04 Leverkusen. Dort gehörte er dem Kader der zweiten Mannschaft an. Im Herbst 1998 wechselte Spanier in die 2. Bundesliga zum SC Fortuna Köln. Nach dem Abstieg mit Fortuna Köln in der Saison 1999/2000 schloss sich Spanier Alemannia Aachen an. Zur Zweitligasaison 2002/03 wechselte Marc Spanier zum SSV Reutlingen 05. Als er am Ende dieser Saison mit den Reutlingern den Klassenerhalt in der 2. Bundesliga verfehlt hatte, ging er zum KFC Uerdingen 05. Ab Januar 2005 spielte Marc Spanier für ein halbes Jahr für den Bonner SC. Danach wechselte er zum Siegburger SV 04. Heute betreibt Marc Spanier eine Spieleragentur in Bergisch Gladbach.